# 500 Selinur
500 Selinur је астероид главног астероидног појаса са пречником од приближно 43,20 km.
Афел астероида је на удаљености од 2,992 астрономских јединица (АЈ) од Сунца, а перихел на 2,234 АЈ.
Ексцентрицитет орбите износи 0,145, инклинација (нагиб) орбите у односу на раван еклиптике 9,763 степени, а орбитални период износи 1543,054 дана (4,224 године).
Апсолутна магнитуда астероида је 9,30 а геометријски албедо 0,180.
Астероид је откривен 16. јануара 1903. године.